# Knighton
Knighton (Welsh: Tref-y-clawdd) is een middelgrote plaats in het oosten van Wales, in het bestuurlijke graafschap en het ceremoniële behouden graafschap Powys. De plaats telt 3.901 inwoners. De Welsche naam, Tref-y-clawdd, betekent letterlijk "stad van de dijk". Doelend op de Offa's dyke.
Powys is gelegen op de route van het LAW Offa's Dyke Path. Daarnaast is het ook het startpunt van een andere grote route door Wales de Glyndwr's Way. Knighton - Weststreet - herbergt ook het Offa's Dyke Centre, een tentoonstellingsruimte van het Offa's Dyke Path. Tevens is hier de VVV gevestigd.
Beroemd is ook de "Clock Tower" in het centrum van Knighton. De Clocktower is vooral een in het oog springende vertoning zo midden in de hoofdstraat. Zoals in zoveel Welshe dorpjes. De klok is ook niet zozeer een unicum. Hij is zo goed als identiek aan die in Hay on Way.